# Шляхтич Макар Микитович
Макар Микитович Шляхтич (27 липня 1919, село Спея, тепер Григоріопольського району, Молдова — ?) — молдавський радянський діяч, журналіст, редактор газети «Молдова Сочиалистэ», директор Молдавського інформаційного агентства (АТЕМ) при РМ Молдавської РСР. Член ЦК КП Молдавії в 1971—1986 роках. Депутат Верховної Ради Молдавської РСР 8—10-го скликань.

## Біографія
Народився в селянській родині. З 1940 до 1941 року працював вчителем.
У липні 1941 — травні 1944 року — в Червоній армії, учасник німецько-радянської війни. З 1942 року — командир взводу 9-ї стрілецької роти 1113-го стрілецького полку 330-ї стрілецької дивізії 10-ї армії Західного фронту. Потім служив у 1-й румунській добровольчій піхотній дивізії імені Т. Владимиреску.
Член ВКП(б) з 1942 року.
У 1944—1946 роках — викладач, директор Бельцького педагогічного училища; інструктор Бельцького повітового комітету КП Молдавії.
У 1946—1949 роках — редактор молдавської газети «Лучафэрул Рошу».
У 1948 році закінчив фізико-математичний факультет Кишинівського державного педагогічного інституту.
У 1949—1951 роках — завідувач сектору друку і видавництв відділу пропаганди та агітації ЦК КП(б) Молдавії.
У 1951—1952 роках — секретар Ленінського районного комітету КП(б) Молдавії міста Кишинева.
У 1952—1953 роках — редактор Тираспольської окружної газети Молдавської РСР.
У 1953—1955 роках — редактор молдавської газети «Ынвэцэторул Молдовей».
У 1955—1962 роках — заступник завідувача відділу пропаганди та агітації ЦК КП Молдавії.
У 1962—1963 роках — завідувач відділу науки, шкіл та культури ЦК КП Молдавії.
У 1963—1969 роках — завідувач відділу Комітету партійно-державного (з 1965 року — народного) контролю Молдавської РСР.
У 1969—1971 роках — редактор газети ЦК КП Молдавії «Молдова Сочиалистэ».
У 1971—1973 роках — завідувач відділу інформації та закордонних зв'язків ЦК КП Молдавії.
У 1973—1983 роках — директор Молдавського інформаційного агентства (АТЕМ) при Раді міністрів Молдавської РСР.
Подальша доля невідома.

## Звання
- старший лейтенант

## Нагороди
- орден Вітчизняної війни І ст. (6.04.1985)
- два ордени Трудового Червоного Прапора
- орден Червоної Зірки (6.12.1942)
- орден Дружби народів
- два ордени «Знак Пошани»
- медалі
- Заслужений працівник культури Молдавської РСР (1979)